# Acurigua (Venezuela)
Pour les articles homonymes, voir Acurigua.
Acurigua est la capitale de la paroisse civile d'Acurigua de la municipalité de Colina de l'État de Falcón au Venezuela.